# Zenz
Zenz ist ein deutscher Familienname.

## Herkunft und Bedeutung
Zenz ist eine vor allem in Bayern und Österreich noch gebräuchliche Kurzform für folgende Vornamen:
- männlich: Vinzenz (lat. Vincentius) und Innozenz (lat. Innocentius) ⇒ Der "Zenz"
- weiblich: Crescentia (lat. Crescentia) ⇒ Die "Zenz", häufiger noch in der Verkleinerungsform: Die "Zenzi"/"Zenze"

Vor allem aus dem Vornamen Vinzenz leitet sich der Familienname Zenz ab.

## Verbreitung
Es tragen in Deutschland und Österreich circa 1200 Familien den Namen Zenz. In Deutschland ist er im Landkreis Cochem-Zell besonders häufig.

## Varianten
- Zentz
- Zens
- Senz
- Sentz
- Cenc

## Namensträger
Zenz
- Adrian Zenz (* 1974), deutscher Anthropologe
- Cornelia Zenz (* 1969), österreichische Musicaldarstellerin
- Eduard Zenz (* 1948), deutscher Jurist
- Emil Zenz (1912–1994), deutscher Heimatforscher
- Gisela Zenz (* 1938), deutsche Rechtswissenschaftlerin und Psychologin
- Hermann Zenz (1926–2009), deutscher Politiker (CSU)
- Klaus Zenz (* 1966), österreichischer Politiker (SPÖ)
- Michael Zenz (* 1945), deutscher Mediziner und Hochschullehrer
- Paul Zenz (1897–1955), deutscher Politiker
- Tanja Draxler-Zenz (* 1977), österreichische Entspannungspädagogin
- Therese Zenz (1932–2019), deutsche Kanutin
- Toni Zenz (1915–2014), deutscher Bildhauer

Zentz
- Bob Zentz, US-amerikanischer Musiker und Erzieher
- Bryan Zentz, US-amerikanischer Musikproduzent
- Hans Zentz (1516–1573), deutscher Maler und Zeichner, siehe Hans Mielich
- Louis Adolphe Zentz d'Alnois (1820–1911), französischer General

Zens
- Hans Zens (1925–2010), deutscher Kirmesdirektor und Politiker, Bürgermeister von Kreuzau
- Rosemarie Zens (* 1944), deutsche Schriftstellerin

Senz
- Eduard Senz (1877–1941), deutsches Stadtoriginal und NS-Opfer
- Josef Volkmar Senz (1912–2001), deutscher Heimatforscher